# Ana Munoz-Perez
Ana Munoz-Perez (* 6. Januar 1966) ist eine ehemalige spanische Fußballspielerin.

## Karriere
Ana Munoz-Perez, die hauptberuflich als Bestückerin tätig war und bis 1987 für Real Madrid spielte, gehörte dem FC Bayern München als Mittelfeldspielerin an. Während ihrer Vereinszugehörigkeit erreichte sie mit ihrer Mannschaft 1988 das Finale um den DFB-Pokal.
Das am 28. Mai im Berliner Olympiastadion als Vorspiel zum Männerfinale ausgetragene Finale um den Vereinspokal, das sie mit ihrer Mannschaft – nach drei Siegen ohne Gegentor zuvor – erreichte, wurde gegen den TSV Siegen mit 0:4 verloren; dabei kam sie ab der 41. Minute als Einwechselspielerin zum Einsatz. Munoz-Perez spielte auch in der 1990 gegründeten Bundesliga noch für den FC Bayern.

## Erfolge
- DFB-Pokal-Finalist 1988, 1990 (ohne Finaleinsatz)